# Negativfilm
Als Negativfilm bezeichnet man einen fotografischen Film, der nach seiner Entwicklung Grauwerte oder Farben in den umgekehrten (komplementären) Tonwerten aufweist. Die Tonwertumkehr erfordert und ermöglicht in einem zweiten fotografischen Prozess ein positives Bild bzw. beliebig viele Positive.

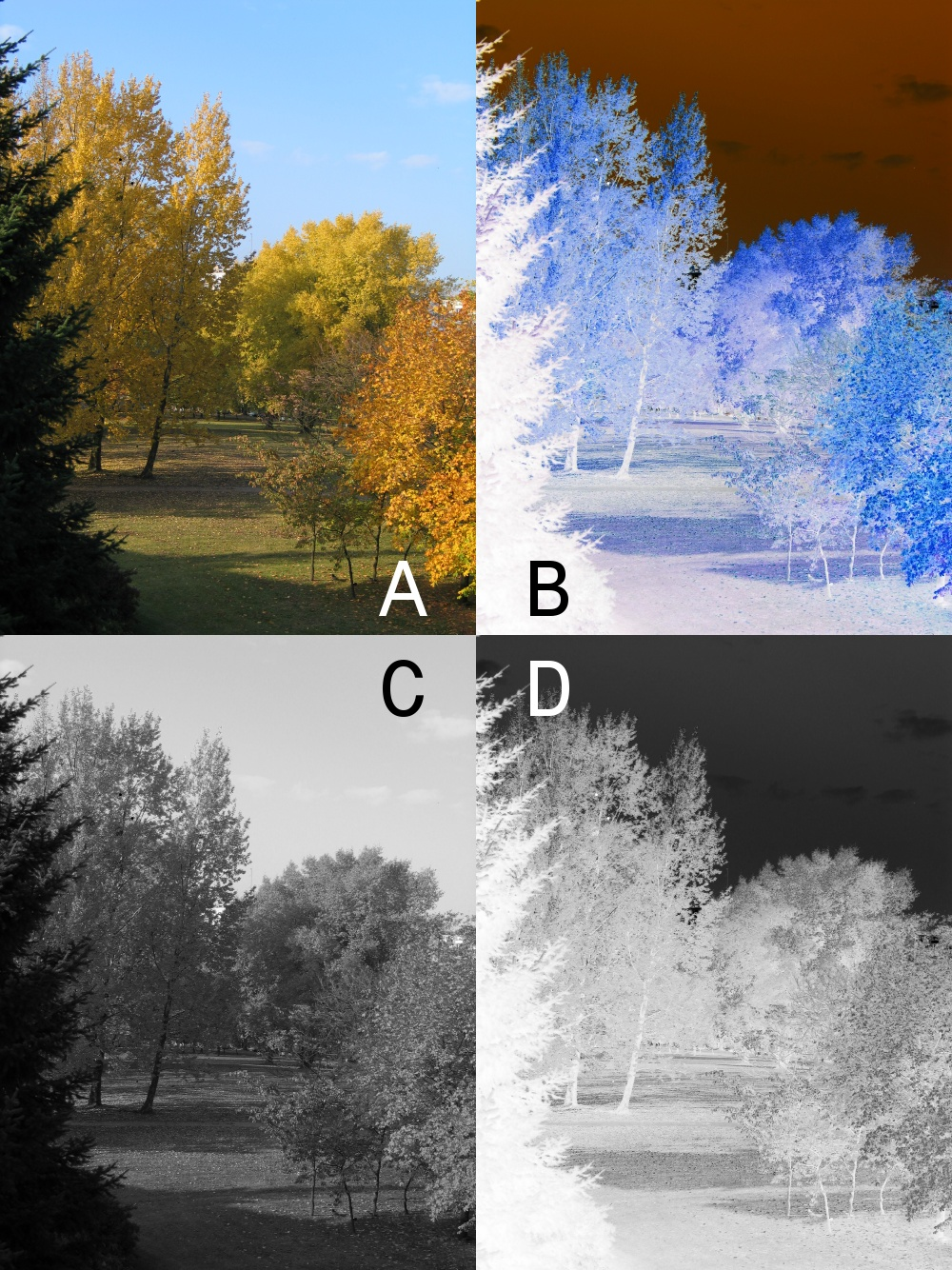
A – Positiv des Bildes, B – adäquates Negativ zum Positiv A, C – Positiv von A in Graustufen, D – Negativ von Bild C

Daneben gibt es den sogenannten Umkehrfilm (Diapositivfilm, Umkehrkinefilm), der nach aufwendigerer Entwicklung ein helligkeits- und farbgleiches Bild des Motivs aufweist.

## Praxis
Fast alle heute in der Amateurfotografie genutzten Silberfilme sind Negativmaterialien. Einzelne Schwarz-Weiß-Diafilme, namentlich Fomapan R und Agfa-Scala, werden im Labor mit einer speziellen Bearbeitung zu Positiven entwickelt.
Farbnegativfilme sind heute als Mehrschichtfilme aufgebaut, die nach einem chromogenen Verfahren verarbeitet werden, und besitzen eine orangefarbene Maskierung.
Auch in der professionellen Filmtechnik arbeitet man mit Negativ-Kinefilm und positiven Kopien (Filmschnitt), die auf speziellem „Positivfilm“ (einem hochwertigen Negativfilm) erstellt werden. Umkehrfilm wurde dagegen im Amateurbereich und bei Fernsehreportagen verwendet, wo keine Vorführkopien erstellt werden mussten und Schnelligkeit gefragt war.

## Vorteile
Die praktischen Vorteile der Negativfilme liegen vor allem im größeren Belichtungsspielraum des Filmmaterials (bis zu ±3 Blendenstufen) sowie in der großen Verbreitung der Entwicklungslabore. Nahezu alle Farbnegativfilme werden heute nach dem standardisierten Entwicklungsprozess C-41 verarbeitet.
Für spezielle Anwendungen oder Effekte kann man einen Negativfilm nach dem E-6-Prozess entwickeln, der eigentlich für Umkehrfilme vorgesehen ist. Das Ergebnis ist ein kontrastarmes, pastellfarbiges Positiv mit einem orangen Farbstich. Das Verfahren wird als Crossentwicklung bezeichnet.
Die optimale Einstellung der Apparate und der chemischen Prozesse erfolgt mit Hilfe von Einstellnegativen.